# Staurogyne beddomei
Staurogyne beddomei är en akantusväxtart som beskrevs av Carl Ernst Otto Kuntze. Staurogyne beddomei ingår i släktet Staurogyne och familjen akantusväxter. Inga underarter finns listade i Catalogue of Life.